# Бостонский фестиваль старинной музыки
Бостонский фестиваль старинной музыки (англ. Boston Early Music Festivalили сокращённо англ. BEMF) — является музыкальным фестивалем, который проводится раз в два года в Бостоне, штат Массачусетс, США, для всех людей, интересующихся аутентичным исполнением старинной музыки.

## История
Фестиваль был основан в 1980 году группой музыкантов, заинтересованных в популяризации аутентичного исполнения в Соединенных Штатах Америки и за рубежом. С тех пор, BEMF популяризирует старинную музыку через множество разнообразных программ и мероприятий, в том числе годового цикла концертов, который привлекал ярких звезд старинной музыки на сцену Бостонского концерт и проходящего раз в два года недельного фестиваля и выставки. С помощью этих программ, BEMF заслужил своё место в качестве первенствующей представляющей организации в Северной Америке для реставраторов и исполнителей музыки Средневековья, Ренессанса, Барокко и Классического периодов.
На каждом Фестивале представлены концерты каждый день с утра до поздней ночи. Концерты дарят замечательное множество устоявшихся знаменитостей и восходящих звезд в области старинной музыки по всему миру. Концерты BEMF также дают уникальный шанс, один раз в жизни сотрудничество и программы впечатляющего множества талантов собранных для мероприятий фестивальной недели. Кроме того, есть много запланированных маленьких концертов и мероприятий, представленные как местными, так и иногородними группами на ряде местных бостонских площадок.
В 1987 году, вдохновленный успехом фестивальных концертов, BEMF ввёл ежегодную серию концертов для удовлетворения растущего спроса на круглогодичные выступления из числа международно признанных артистов. Ежегодный сезон BEMF теперь устанавливает планку на национальном уровне для аутентичного исполнения старинной музыки, и выступления таких музыкантов, как Питер Филлипс (с его хором The Tallis Scholars), Жорди Саваль и Hespèrion XXI, и Les Arts Florissants, а также североамериканские дебюты Bach Collegium Japan, De Nederlandse Bachvereniging, и Akademie für Alte Musik Berlin.

## Оперы в постановке Бостонского фестиваля старинной музыки

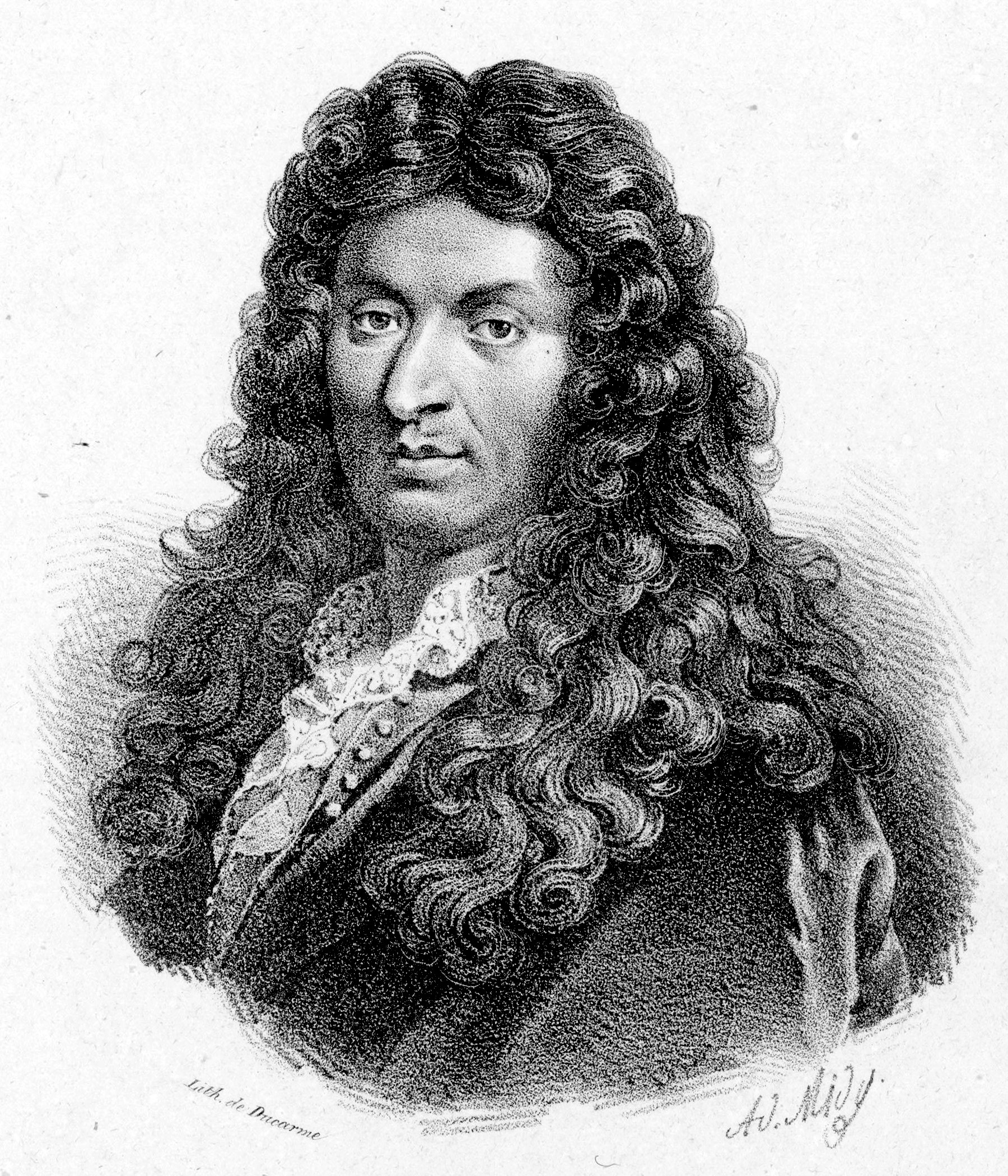
Бостонский фестиваль старинной музыки представлял оперы Люлли в 2001 и 2007 годах

- Орландо Великодушный Агостино Стеффани (2019);
- Освобождение Руджеро Франческа Каччини (2018);
- Венецианский карнавал Андре Кампра (2017);
- Фонтаны Версаля Мишель Ришар Делаланд (2016);
- Версальские удовольствия Марка-Антуана Шарпантье (2016);
- Возвращение Улисса на родину Клаудио Монтеверди (2015);
- Livietta e Tracolo Джованни Баттисты Перголези (2014);
- Служанка-госпожа Джованни Баттисты Перголези (2014);
- Альмира Георга Фридриха Генделя (2013);
- Орфей Клаудио Монтеверди (2012);
- Цветущие искусства Марка-Антуана Шарпантье (2011);
- Сошествие Орфея в ад Марка-Антуана Шарпантье (2011);
- Ниоба, царица фиванская Агостино Стеффани (2011);
- Дидона и Эней Генри Пёрселла (2010);
- Ацис и Галатея Георга Фридриха Генделя (2009);
- Коронация Поппеи Клаудио Монтеверди (2009);
- Актеон Марка-Антуана Шарпантье (2008);
- Представление из двух камерных опер: Венера и Адонис Джона Блоу и Актеон Марка-Антуана Шарпантье (2008);
- Психея Жана-Батиста Люлли (2007);
- Борис Годунов, или Коварством достигнутый трон Иоганна Маттезона (2005);
- Ариадна Иоганна Георга Конради (2003);
- Тезей Жана-Батиста Люлли (2001);
- Ercole Amante Франческо Кавалли (1999);
- Орфей Луиджи Росси (1997);
- Король Артур Генри Пёрселла (1995).